# 石本純也
石本 純也（いしもと じゅんや、1987年8月26日 - ）は、地方競馬の高知競馬場田中伸一厩舎所属の騎手。勝負服の柄は青・袖白一本輪。高知県高知市出身、血液型A型、身長155センチメートル、体重48キログラム。地方競馬教養センター騎手課程第85期生。実父・石本純一は元競輪選手（高知競輪場所属）。

## 来歴
2007年3月15日に騎手免許試験に合格し、同年3月31日付けで地方競馬騎手免許を取得。同年4月7日第1回高知競馬1日目第4競走3歳一組条件戦5番人気マイティスズカで初騎乗（7頭立て7着）。同年5月5日第2回高知競馬3日目第1競走D級二組条件戦を1番人気モエレライジングで優勝し、22戦目で初勝利（6頭立て）。
2008年1月14日第22回全日本新人王争覇戦優勝。
2010年6月12日、高知競馬最終競走（第10競走）にて地方競馬通算100勝を達成。
地方通算成績は1352戦82勝・2着95回・3着157回・勝率6.1%・連対率13.1%（2009年8月19日現在）。